# Norra Mo församling
Norra Mo är en församling i Falköpings och Hökensås kontrakt i Skara stift, belägen i västra delen av Jönköpings kommun. Församlingen utgör ett eget pastorat.

## Administrativ historik
Den bildades 2002 genom sammanläggning av de tidigare församlingarna Bottnaryd, Mulseryd och Angerdshestra. 2006 införlivades även Norra Unnaryds församling.
Namnet kommer av att området förr utgjorde norra delen av Mo härad.

## Kyrkor
- Bottnaryds kyrka
- Mulseryds kyrka
- Angerdshestra kyrka
- Norra Unnaryds kyrka